# Birchington-on-Sea
Birchington-on-Sea est un village situé dans le nord-est du Kent, en Angleterre. Il compte environ 9 800 habitants. Birchington-on-Sea fait partie du district non-métropolitain de Thanet et de la civil parish de Birchington ; il se trouve sur la côte de la mer du Nord, à l'est de l'estuaire de la Tamise, entre deux autres stations balnéaires, Herne Bay et Margate. Destination de tourisme appréciée, elle accueille aussi de nombreux retraités. La plage principale est Minnis Bay : la voile, la planche à voile et la randonnée côtière y sont pratiquées ; on y trouve aussi une pataugeoire pour les enfants. Trois plages plus petites sont entourées de falaises de craie creusées par des grottes et de stacks.
La première mention écrite du village date de 1240. Son église de paroisse, All Saints, date du XIIIe siècle ; dans son cimetière est enterré l'artiste préraphaélite Dante Gabriel Rossetti peintre et poète britannique. Quex Park, un manoir du XIXe siècle, accueille le Powell Cotton Museum, qui contient d'une part une collection importante d'animaux exotiques empaillés rassemblée par Major Powell-Cotton lors de ses voyages en Afrique, et d'autre part des artéfacts africains et des objets trouvés lors de fouilles effectuées à Birchington et dans les environs par sa fille, Antoinette Powell-Cotton, une archéologue.

## Histoire
La première mention écrite de Birchenton date de 1240. Le toponyme est dérivé des mots vieil anglais bircen tun, qui désignent une ferme où poussent des bouleaux. Les fouilles archéologiques ont montré que la région était habitée avant la formation du village : des artéfacts préhistoriques et romains y ont été découverts, et Minnis Bay était habitée à l'Âge du fer.

## Personnalités
- Felicity Aston (1977-), exploratrice et scientifique anglaise, est née à Birchington-on-Sea.
- Norman Wilks (1885-1944), pianiste canadien d'origine anglaise, né à Birchington-on-Sea.
- Heather Brigstocke (1929-2004), directrice d'école anglaise, est née à Birchington[3].